# Esteve Goget
Esteve Goget (o Guget o Goguet) (Reus segle xviii) va ser un comerciant català i alcalde de Reus.
Nascut a principis del segle xviii de família pagesa amb terres pròpies, va fer societat amb diversos comerciants reusencs. Cap al 1750 feia negocis d'exportació d'aiguardent amb Francesc Sullivan. El 1762 va formar una companyia amb Pere Sunyer per a importar fusta de roure, de castanyer i rodells de Roma per a la construcció de bótes. Va ser regidor a l'Ajuntament de Reus el 1755 amb l'alcalde Pere Batlle. Elegit alcalde d'entre la terna presentada el novembre de 1768 a les autoritats polítiques i a l'Arquebisbe de Tarragona, aquest últim va triar-lo el 5 de gener de 1769, dia en què va prendre possessió de l'alcaldia. Durant el seu mandat va intentar posar ordre a la gran especulació urbanística que hi havia a la ciutat, aturant obres i negant permisos de construcció fins que no se seguissin correctament les ordenances. Els interessos dels primers contribuents que eren els que es dedicaven a la compra venda de terrenys i a la construcció de nous habitatges, li van posar difícil. Entre els regidors de l'ajuntament hi havia Francesc Sullivan, que havia estat alcalde anteriorment, soci seu i un dels propietaris més importants. Encara que la construcció del Quarter de cavalleria s'havia acabat oficialment el 1766, va haver de rebre i emetre certificacions d'obra durat el 1769 que corresponien a acabats exteriors i interiors de l'edifici. Va exercir l'alcaldia fins al 31 de desembre de 1770, i el mes de gener va agafar el càrrec el ciutadà honrat Ramon de Nicolau i Ferrer. Goget es va dedicar als seus negocis fins a finals de segle.